# Быковка (приток Ратыни)
Быковка — река в России, протекает по территории Сандовского района Тверской области. Устье реки находится в 51 км от устья Ратыни по левому берегу, в 2 километрах к западу от деревни Сушигорицы. Длина реки составляет 14 км.

## География и гидрология
Истоки реки расположены между посёлками Щербово, Грядки, Пропасти. Далее течёт в юго-западном направлении к югу от посёлка Коурово, далее русло поворачивает в южном направлении, а затем в западном направлении к посёлку Сулоиха. Далее река течёт в северо-западном направлении. Через реку переброшены несколько мостов.

## Данные водного реестра
По данным государственного водного реестра России относится к Верхневолжскому бассейновому округу, водохозяйственный участок реки — Молога от истока и до устья, речной подбассейн реки — Реки бассейна Рыбинского водохранилища. Речной бассейн реки — (Верхняя) Волга до Куйбышевского водохранилища (без бассейна Оки).
Код объекта в государственном водном реестре — 08010200112110000006122.